# Aidan McArdle
Aidan McArdle, född 1970 i Dublin, är en irländsk skådespelare.
McArdle har bland annat medverkat i filmerna Ella den förtrollade och Einstein and the Bomb. Han har även medverkat i TV-serien Spy/Master.

## Filmografi (i urval)
- 2004 – Ella den förtrollade
- 2023 – Spy/Master (TV-serie)
- 2024 – Einstein and the Bomb (TV-serie)
- 2025 – Bergerac (TV-serie)